# Pinanga nuichuensis
Pinanga nuichuensis är en enhjärtbladig växtart som beskrevs av A.J.Hend., N.K.Ban och B.V.Thanh. Pinanga nuichuensis ingår i släktet Pinanga och familjen Arecaceae. Inga underarter finns listade i Catalogue of Life.